# Camille Jedrzejewski
Camille Claire Océane Jedrzejewski (* 25. April 2002 in Compiègne) ist eine französische Sportschützin.

## Erfolge
Camille Jedrzejewski wurde bei den Juniorinnen 2019 in Bologna Europameisterin mit der Sportpistole und belegte bei den Weltmeisterschaften 2021 in Lima in dieser Disziplin den zweiten Platz. Darüber hinaus wurde sie mit der Mannschaft bei den Weltmeisterschaften Dritte. Ein Jahr darauf gewann sie bei den Erwachsenen ihre erste internationale Medaille, als sie bei den Europameisterschaften in Hamar in der Mannschaftskonkurrenz mit der Luftpistole die Bronzemedaille erhielt. In Rio de Janeiro gewann sie zudem mit der Sportpistole ihren ersten Weltcup, außerdem belegte sie bei den Mittelmeerspielen in Oran mit der Sportpistole im Einzel und mit der Luftpistole im Mixed mit Florian Fouquet jeweils den zweiten Platz. 2023 folgte in Tallinn bei den Europameisterschaften der Gewinn der Silbermedaille mit der Luftpistole und der Bronzemedaille im Mixed mit der Luftpistole. Bei den Europaspielen 2023 in Krakau, deren Schießwettbewerbe in Breslau ausgetragen wurden, sicherte sie sich mit der Sportpistole Silber.
2024 gewann Jedrzejewski mit der Luftpistole den Weltcup in Baku sowie das Weltcupfinale in Neu-Delhi, außerdem belegte sie mit der Sportpistole Rang eins beim Weltcup in München und Rang zwei beim Weltcupfinale. In Osijek wurde sie ebenfalls 2024 Europameisterin mit der Sportpistole. Bei den Olympischen Spielen 2024 in Paris belegte sie mit der Sportpistole in der Qualifikation mit 585 Punkten den siebten Platz und zog ins Finale der acht besten Schützinnen ein. Nach zehn Schussfolgen hatte sie ebenso 36 Treffer erzielt wie die Südkoreanerin Yang Ji-in, sodass es zu einem Shoot-off um den Olympiasieg kam. Yang traf vier von fünf Zielen, während Jedrzejewski nur ein Treffer gelang, womit sich Yang die Goldmedaille sicherte. Hinter Jedrzejewski erhielt Veronika Major aus Ungarn als Drittplatzierte Bronze. Mit der Luftpistole verpasste Jedrzejewski hingegen mit 573 Punkten als 18. ebenso den Einzug ins Finale wie im Mixed mit der Luftpistole. Mit Florian Fouquet kam sie mit 565 Punkten nicht über den 17. und damit letzten Platz hinaus.
Für ihren Medaillengewinn erhielt Jedrzejewski am 24. September 2024 das Ritterkreuz des Ordre national du Mérite.